# Het Wit Lavendel
Het Wit Lavendel (of 't Wit Lavendel, ook bekend als De Brabantse Kemer) was van 1598 tot 1632 een Amsterdamse rederijkerskamer waarvan de leden grotendeels afkomstig waren uit de Zuidelijke Nederlanden, met name uit Brabant. Hun zinspreuk was Uyt levender jonst. Joost van den Vondel was lid van deze kamer.
De leden hoorden tot een middenklasse van boekverkopers en uitgevers, schoolmeesters, winkeliers en handwerkslieden. Anders dan Pieter Corneliszoon Hooft en Samuel Coster, de leidende figuren in De Eglantier, waren ze geen academici. Ook hadden de leden van Het Wit Lavendel veelal geen toegang tot bestuurlijke functies.

## Leden
- Joost van den Vondel
- Theodore Rodenburg
- Zacharias Heyns
- Salomon Davidsz. Questier (vader van dichteres Catharina Questiers)